# Prêmio Top da Bola do Campeonato Catarinense
O projeto Top da Bola é uma realização do Instituto MAPA, com apoio institucional da Federação Catarinense de Futebol e o patrocínio da Associação dos Clubes de Futebol Profissional de Santa Catarina, ganhando o caráter de premiação oficial dos melhores do Campeonato Catarinense de Futebol. O Prêmio ocorre todos os anos e premia os melhores jogadores, comissão técnica e arbitragem do Campeonato Catarinense, segundo votação de radialistas e jornalistas de Santa Catarina.

## Premiação 2008
| Goleiro  | Goleiro        | Goleiro       | Goleiro |
| Pos.     | Jogador        | Clube         |         |
| -------- | -------------- | ------------- | ------- |
| 1º       | Wilson         | Figueirense   |         |
| 2º       | Ze Carlos      | Criciúma      |         |
| 3º       | Paes           | At. - Tubarão |         |
| Zagueiro |                |               |         |
| Pos.     | Jogador        | Clube         |         |
| 1º       | Claudio Luis   | Criciúma      |         |
| 1º       | Cássio         | Avaí          |         |
| 2º       | Felipe Santana | Figueirense   |         |
| 2º       | Rafael         | Metropolitano |         |
| 3º       | Rogélio        | At. - Ibirama |         |
| 3º       | Michel Nunes   | Marcílio Dias |         |

| Lateral Direito | Lateral Direito | Lateral Direito | Lateral Direito |
| Pos.            | Jogador         | Clube           |                 |
| --------------- | --------------- | --------------- | --------------- |
| 1º              | Nequinha        | Metropolitano   |                 |
| 2º              | Arley           | Brusque         |                 |
| 3º              | Patrick         | Criciúma        |                 |
| Volante         |                 |                 |                 |
| Pos.            | Jogador         | Clube           |                 |
| 1º              | Luis Andre      | Criciúma        |                 |
| 1º              | Diogo           | Figueirense     |                 |
| 2º              | Batista         | Avaí            |                 |
| 2º              | Bruno           | Avaí            |                 |
| 3º              | Fabinho         | Metropolitano   |                 |
| 3º              | Pansera         | Joinville       |                 |

| Lateral Esquerdo | Lateral Esquerdo | Lateral Esquerdo | Lateral Esquerdo |
| Pos.             | Jogador          | Clube            |                  |
| ---------------- | ---------------- | ---------------- | ---------------- |
| 1º               | César Prates     | Figueirense      |                  |
| 2º               | Uendel           | Criciúma         |                  |
| 3º               | Santos           | Chapecoense      |                  |
| Meia             |                  |                  |                  |
| Pos.             | Jogador          | Clube            |                  |
| 1º               | Cleiton Xavier   | Figueirense      |                  |
| 1º               | Marquinhos       | Avaí             |                  |
| 2º               | Valdeir          | Criciúma         |                  |
| 2º               | Claudemir        | Marcílio Dias    |                  |
| 3º               | Valber           | Avaí             |                  |
| 3º               | Marcelo          | Joinville        |                  |

| Tecnico  | Tecnico         | Tecnico       | Tecnico |
| Pos.     | Treinador       | Clube         |         |
| -------- | --------------- | ------------- | ------- |
| 1º       | Alexandre Gallo | Figueirense   |         |
| 2º       | Leandro         | Criciúma      |         |
| 3º       | Silas           | Avaí          |         |
| Atacante |                 |               |         |
| Pos.     | Jogador         | Clube         |         |
| 1º       | Vandinho        | Avaí          |         |
| 1º       | Beto            | Criciúma      |         |
| 2º       | Jean Coral      | Criciúma      |         |
| 2º       | Leandrinho      | Metropolitano |         |
| 3º       | Wellington      | Figueirense   |         |
| 3º       | Carlinhos       | At. - Tubarão |         |

| Craque do Campeonato | Craque do Campeonato | Craque do Campeonato | Craque do Campeonato |
| Pos.                 | Jogador              | Clube                |                      |
| -------------------- | -------------------- | -------------------- | -------------------- |
| 1º                   | Cleiton Xavier       | Figueirense          |                      |
| 2º                   | Beto                 | Criciúma             |                      |
| 3º                   | Marquinhos           | Avaí                 |                      |
| Jovem Revelação      |                      |                      |                      |
| Pos.                 | Jogador              | Clube                |                      |
| 1º                   | Jean Coral           | Criciúma             |                      |
| 2º                   | Bruno                | Avaí                 |                      |
| 3º                   | Uendel               | Criciúma             |                      |

## Premiação 2009
| Goleiro  | Goleiro         | Goleiro     | Goleiro |
| Pos.     | Jogador         | Clube       |         |
| -------- | --------------- | ----------- | ------- |
| 1º       | Eduardo Martini | Avaí        |         |
| 2º       | Nivaldo         | Chapecoense |         |
| 3º       | Wilson          | Figueirense |         |
| Zagueiro |                 |             |         |
| Pos.     | Jogador         | Clube       |         |
| 1º       | Rafael Morisco  | Chapecoense |         |
| 1º       | Emerson         | Avaí        |         |
| 2º       | Rogélio         | Brusque     |         |
| 2º       | Andre Turatto   | Avaí        |         |
| 3º       | Willian Amaral  | Chapecoense |         |
| 3º       | Samuel          | Joinville   |         |

| Lateral Direito | Lateral Direito  | Lateral Direito | Lateral Direito |
| Pos.            | Jogador          | Clube           |                 |
| --------------- | ---------------- | --------------- | --------------- |
| 1º              | Thoni            | Chapecoense     |                 |
| 2º              | Medina           | Avaí            |                 |
| 3º              | Rogerio Souza    | Joinville       |                 |
| Volante         |                  |                 |                 |
| Pos.            | Jogador          | Clube           |                 |
| 1º              | Marcus Vinícius  | Avaí            |                 |
| 1º              | Cadu             | Chapecoense     |                 |
| 2º              | Léo Gago         | Avaí            |                 |
| 2º              | Ricardo Oliveira | Joinville       |                 |
| 3º              | Carlinhos Santos | Joinville       |                 |
| 3º              | Everton Cezar    | Chapecoense     |                 |

| Lateral Esquerdo | Lateral Esquerdo | Lateral Esquerdo | Lateral Esquerdo |
| Pos.             | Jogador          | Clube            |                  |
| ---------------- | ---------------- | ---------------- | ---------------- |
| 1º               | Badé             | Chapecoense      |                  |
| 2º               | Lima             | Criciúma         |                  |
| 3º               | Chiquinho        | Joinville        |                  |
| Meia             |                  |                  |                  |
| Pos.             | Jogador          | Clube            |                  |
| 1º               | Lenílson         | At. - Ibirama    |                  |
| 1º               | Marquinhos       | Avaí             |                  |
| 2º               | Marcelinho       | Criciúma         |                  |
| 2º               | Neném            | Chapecoense      |                  |
| 3º               | Michel Neves     | Criciúma         |                  |
| 3º               | Claudemir        | Joinville        |                  |

| Tecnico  | Tecnico        | Tecnico       | Tecnico |
| Pos.     | Treinador      | Clube         |         |
| -------- | -------------- | ------------- | ------- |
| 1º       | Mauro Ovelha   | Chapecoense   |         |
| 2º       | Silas Pereira  | Avaí          |         |
| 3º       | Edson Belmont  | At. - Ibirama |         |
| Atacante |                |               |         |
| Pos.     | Jogador        | Clube         |         |
| 1º       | Marcelo Silva  | Joinville     |         |
| 1º       | Bruno Cazarine | Chapecoense   |         |
| 2º       | Kempes         | Criciúma      |         |
| 2º       | Zulu           | Criciúma      |         |
| 3º       | Acerola        | Metropolitano |         |
| 3º       | Lima           | Joinville     |         |

| Craque do Campeonato | Craque do Campeonato | Craque do Campeonato | Craque do Campeonato |
| Pos.                 | Jogador              | Clube                |                      |
| -------------------- | -------------------- | -------------------- | -------------------- |
| 1º                   | Marquinhos           | Avaí                 |                      |
| 2º                   | Bruno Cazarine       | Chapecoense          |                      |
| 3º                   | Marcelo Silva        | Joinville            |                      |
| Jovem Revelação      |                      |                      |                      |
| Pos.                 | Jogador              | Clube                |                      |
| 1º                   | Medina               | Avaí                 |                      |
| 2º                   | Lima                 | Criciúma             |                      |
| 3º                   | Aldair               | Joinville            |                      |

## Premiação 2010
| Goleiro  | Goleiro        | Goleiro       | Goleiro |
| Pos.     | Jogador        | Clube         |         |
| -------- | -------------- | ------------- | ------- |
| 1º       | Wilson         | Figueirense   |         |
| 2º       | Ze Carlos      | Avaí          |         |
| 3º       | João Paulo     | Metropolitano |         |
| Zagueiro |                |               |         |
| Pos.     | Jogador        | Clube         |         |
| 1º       | Rafael         | Avaí          |         |
| 1º       | Emerson        | Avaí          |         |
| 2º       | João Felipe    | Figueirense   |         |
| 2º       | Amaral Rosa    | Metropolitano |         |
| 3º       | Roger Carvalho | Figueirense   |         |
| 3º       | Kleber Goiano  | At. - Ibirama |         |

| Lateral Direito | Lateral Direito  | Lateral Direito | Lateral Direito |
| Pos.            | Jogador          | Clube           |                 |
| --------------- | ---------------- | --------------- | --------------- |
| 1º              | Rafael Tesser    | Joinville       |                 |
| 2º              | Lucas            | Figueirense     |                 |
| 3º              | Patrick          | Avaí            |                 |
| Volante         |                  |                 |                 |
| Pos.            | Jogador          | Clube           |                 |
| 1º              | Rodrigo Thiesen  | Avaí            |                 |
| 1º              | Carlinhos Santos | Joinville       |                 |
| 2º              | Paulinho Dias    | Joinville       |                 |
| 2º              | Batista          | Avaí            |                 |
| 3º              | Du               | Metropolitano   |                 |
| 3º              | Carlos Alberto   | Brusque         |                 |

| Lateral Esquerdo | Lateral Esquerdo | Lateral Esquerdo | Lateral Esquerdo |
| Pos.             | Jogador          | Clube            |                  |
| ---------------- | ---------------- | ---------------- | ---------------- |
| 1º               | Uendel           | Avaí             |                  |
| 2º               | Eduardo          | Joinville        |                  |
| 3º               | João Paulo       | Figueirense      |                  |
| Meia             |                  |                  |                  |
| Pos.             | Jogador          | Clube            |                  |
| 1º               | Roberto Firmino  | Figueirense      |                  |
| 1º               | Ricardinho       | Joinville        |                  |
| 2º               | Sávio            | Avaí             |                  |
| 2º               | Maicon           | Figueirense      |                  |
| 3º               | Cleberson        | Imbituba         |                  |
| 3º               | Caio             | Avaí             |                  |

| Tecnico  | Tecnico           | Tecnico       | Tecnico |
| Pos.     | Treinador         | Clube         |         |
| -------- | ----------------- | ------------- | ------- |
| 1º       | Pericles Chamusca | Avaí          |         |
| 2º       | Márcio Goiano     | Figueirense   |         |
| 3º       | Roberval Davino   | Metropolitano |         |
| Atacante |                   |               |         |
| Pos.     | Jogador           | Clube         |         |
| 1º       | Willian           | Figueirense   |         |
| 1º       | Felipe Oliveira   | Imbituba      |         |
| 2º       | Lima              | Joinville     |         |
| 2º       | Cris              | Joinville     |         |
| 3º       | Vandinho          | Avaí          |         |
| 3º       | Panico            | Brusque       |         |

| Craque do Campeonato | Craque do Campeonato | Craque do Campeonato | Craque do Campeonato |
| Pos.                 | Jogador              | Clube                |                      |
| -------------------- | -------------------- | -------------------- | -------------------- |
| 1º                   | Willian              | Figueirense          |                      |
| 2º                   | Carlinhos Santos     | Joinville            |                      |
| 3º                   | Felipe Oliveira      | Imbituba             |                      |
| Jovem Revelação      |                      |                      |                      |
| Pos.                 | Jogador              | Clube                |                      |
| 1º                   | Roberto Firmino      | Figueirense          |                      |
| 2º                   | Rodrigo Thiesen      | Avaí                 |                      |
| 3º                   | Luan                 | Imbituba             |                      |

## Premiação 2011
| Goleiro  | Goleiro        | Goleiro     | Goleiro |
| Pos.     | Jogador        | Clube       |         |
| -------- | -------------- | ----------- | ------- |
| 1º       | Rodolpho       | Chapecoense |         |
| 2º       | Andrey         | Criciúma    |         |
| 3º       | Wilson         | Figueirense |         |
| Zagueiro |                |             |         |
| Pos.     | Jogador        | Clube       |         |
| 1º       | João Paulo     | Figueirense |         |
| 1º       | Dema           | Chapecoense |         |
| 2º       | Cássio         | Avaí        |         |
| 2º       | Douglas Grolli | Chapecoense |         |
| 3º       | Rogerio        | Criciúma    |         |
| 3º       | Gian           | Avaí        |         |

| Lateral Direito | Lateral Direito  | Lateral Direito | Lateral Direito |
| Pos.            | Jogador          | Clube           |                 |
| --------------- | ---------------- | --------------- | --------------- |
| 1º              | Bruno            | Figueirense     |                 |
| 2º              | Thoni            | Chapecoense     |                 |
| 3º              | Nequinha         | Metropolitano   |                 |
| Volante         |                  |                 |                 |
| Pos.            | Jogador          | Clube           |                 |
| 1º              | Ygor             | Figueirense     |                 |
| 1º              | Carlinhos Santos | Criciúma        |                 |
| 2º              | Marcos Alexandre | Chapecoense     |                 |
| 2º              | Gilberto         | Marcílio Dias   |                 |
| 3º              | Diego Zanuto     | Joinville       |                 |
| 3º              | Éverton Cesar    | Chapecoense     |                 |

| Lateral Esquerdo | Lateral Esquerdo | Lateral Esquerdo | Lateral Esquerdo |
| Pos.             | Jogador          | Clube            |                  |
| ---------------- | ---------------- | ---------------- | ---------------- |
| 1º               | Julinho          | Avaí             |                  |
| 2º               | Pirão            | Criciúma         |                  |
| 3º               | Aélson           | Chapecoense      |                  |
| Meia             |                  |                  |                  |
| Pos.             | Jogador          | Clube            |                  |
| 1º               | Maicon           | Figueirense      |                  |
| 1º               | Ronny            | Criciúma         |                  |
| 2º               | Cléverson        | Chapecoense      |                  |
| 2º               | Ramom            | Joinville        |                  |
| 3º               | Marquinhos       | Avaí             |                  |
| 3º               | Têti             | Brusque          |                  |

| Tecnico  | Tecnico            | Tecnico     | Tecnico |
| Pos.     | Treinador          | Clube       |         |
| -------- | ------------------ | ----------- | ------- |
| 1º       | Mauro Ovelha       | Chapecoense |         |
| 2º       | Guilherme Macuglia | Criciúma    |         |
| 3º       | Márcio Goiano      | Figueirense |         |
| Atacante |                    |             |         |
| Pos.     | Jogador            | Clube       |         |
| 1º       | Aloísio            | Chapecoense |         |
| 1º       | Lima               | Joinville   |         |
| 2º       | Schwenck           | Criciúma    |         |
| 2º       | Willian            | Avaí        |         |
| 3º       | Rafael Coelho      | Avaí        |         |
| 3º       | Neílson            | Chapecoense |         |

| Craque do Campeonato | Craque do Campeonato | Craque do Campeonato | Craque do Campeonato |
| Pos.                 | Jogador              | Clube                |                      |
| -------------------- | -------------------- | -------------------- | -------------------- |
| 1º                   | Ronny                | Criciúma             |                      |
| 2º                   | Aloísio              | Chapecoense          |                      |
| 3º                   | Maicon               | Figueirense          |                      |
| Jovem Revelação      |                      |                      |                      |
| Pos.                 | Jogador              | Clube                |                      |
| 1º                   | Ronny                | Criciúma             |                      |
| 2º                   | Douglas Grolli       | Chapecoense          |                      |
| 3º                   | Héber                | Figueirense          |                      |

## Premiação 2012
| Goleiro  | Goleiro            | Goleiro     | Goleiro |
| Pos.     | Jogador            | Clube       |         |
| -------- | ------------------ | ----------- | ------- |
| 1º       | Wilson             | Figueirense |         |
| 2º       | Diego              | Avaí        |         |
| 3º       | Ivã                | Joinville   |         |
| Zagueiro |                    |             |         |
| Pos.     | Jogador            | Clube       |         |
| 1º       | Leandro Silva      | Avaí        |         |
| 1º       | Renato Santos      | Avaí        |         |
| 2º       | Fabiano            | Chapecoense |         |
| 2º       | Canuto             | Figueirense |         |
| 3º       | Leonardo           | Chapecoense |         |
| 3º       | Anderson Conceição | Criciúma    |         |

| Lateral Direito | Lateral Direito | Lateral Direito | Lateral Direito |
| Pos.            | Jogador         | Clube           |                 |
| --------------- | --------------- | --------------- | --------------- |
| 1º              | Eduardo         | Joinville       |                 |
| 2º              | Nequinha        | Metropolitano   |                 |
| 3º              | Pablo           | Figueirense     |                 |
| Volante         |                 |                 |                 |
| Pos.            | Jogador         | Clube           |                 |
| 1º              | Ygor            | Figueirense     |                 |
| 1º              | Túlio           | Figueirense     |                 |
| 2º              | Glaydson        | Joinville       |                 |
| 2º              | Fabiano Silva   | Joinville       |                 |
| 3º              | Bruno           | Avaí            |                 |
| 3º              | Pirão           | Avaí            |                 |

| Lateral Esquerdo | Lateral Esquerdo | Lateral Esquerdo | Lateral Esquerdo |
| Pos.             | Jogador          | Clube            |                  |
| ---------------- | ---------------- | ---------------- | ---------------- |
| 1º               | Guilherme Santos | Figueirense      |                  |
| 2º               | Santos           | At. - Ibirama    |                  |
| 3º               | Esquerdinha      | Chapecoense      |                  |
| Meia             |                  |                  |                  |
| Pos.             | Jogador          | Clube            |                  |
| 1º               | Ronny            | Figueirense      |                  |
| 1º               | Cleber Santana   | Avaí             |                  |
| 2º               | Lucca            | Criciúma         |                  |
| 2º               | Athos            | Chapecoense      |                  |
| 3º               | Neném            | Chapecoense      |                  |
| 3º               | Ricardinho       | Joinville        |                  |

| Tecnico  | Tecnico          | Tecnico       | Tecnico |
| Pos.     | Treinador        | Clube         |         |
| -------- | ---------------- | ------------- | ------- |
| 1º       | Vadão            | Criciúma      |         |
| 2º       | Gilmar Dal Pozzo | Chapecoense   |         |
| 3º       | Adilson Batista  | Figueirense   |         |
| Atacante |                  |               |         |
| Pos.     | Jogador          | Clube         |         |
| 1º       | Aloísio          | Figueirense   |         |
| 1º       | Lima             | Joinville     |         |
| 2º       | Rafael Costa     | Metropolitano |         |
| 2º       | Julio Cesar      | Figueirense   |         |
| 3º       | Felipe Alves     | Avaí          |         |
| 3º       | Zé Carlos        | Criciúma      |         |

| Craque do Campeonato | Craque do Campeonato | Craque do Campeonato | Craque do Campeonato |
| Pos.                 | Jogador              | Clube                |                      |
| -------------------- | -------------------- | -------------------- | -------------------- |
| 1º                   | Cleber Santana       | Avaí                 |                      |
| 2º                   | Aloísio              | Figueirense          |                      |
| 3º                   | Túlio                | Figueirense          |                      |
| Jovem Revelação      |                      |                      |                      |
| Pos.                 | Jogador              | Clube                |                      |
| 1º                   | Lucca                | Criciúma             |                      |
| 2º                   | Fabiano              | Chapecoense          |                      |
| 3º                   | Jean Deretti         | Figueirense          |                      |

## Premiação 2013
| Goleiro  | Goleiro        | Goleiro       | Goleiro |
| Pos.     | Jogador        | Clube         |         |
| -------- | -------------- | ------------- | ------- |
| 1º       | Bruno          | Criciúma      |         |
| 2º       | Nivaldo        | Chapecoense   |         |
| 3º       | Ricardo        | Figueirense   |         |
| Zagueiro |                |               |         |
| Pos.     | Jogador        | Clube         |         |
| 1º       | Rafael Lima    | Chapecoense   |         |
| 1º       | Matheus Ferraz | Criciúma      |         |
| 2º       | Andre Paulino  | Chapecoense   |         |
| 2º       | Douglas Silva  | Figueirense   |         |
| 3º       | Fábio Ferreira | Criciúma      |         |
| 3º       | Alemão         | At. - Ibirama |         |

| Lateral Direito | Lateral Direito | Lateral Direito | Lateral Direito |
| Pos.            | Jogador         | Clube           |                 |
| --------------- | --------------- | --------------- | --------------- |
| 1º              | Sueliton        | Criciúma        |                 |
| 2º              | Alessandro      | Metropolitano   |                 |
| 3º              | Eduardo         | Joinville       |                 |
| Volante         |                 |                 |                 |
| Pos.            | Jogador         | Clube           |                 |
| 1º              | Wânderson       | Chapecoense     |                 |
| 1º              | Elton           | Criciúma        |                 |
| 2º              | Paulinho Dias   | Chapecoense     |                 |
| 2º              | Andrei          | Metropolitano   |                 |
| 3º              | Willian Magrão  | Figueirense     |                 |
| 3º              | Alê             | Avaí            |                 |

| Lateral Esquerdo | Lateral Esquerdo | Lateral Esquerdo | Lateral Esquerdo |
| Pos.             | Jogador          | Clube            |                  |
| ---------------- | ---------------- | ---------------- | ---------------- |
| 1º               | Marlon           | Criciúma         |                  |
| 2º               | Rafinha          | Metropolitano    |                  |
| 3º               | Fabinho Gaúcho   | Chapecoense      |                  |
| Meia             |                  |                  |                  |
| Pos.             | Jogador          | Clube            |                  |
| 1º               | Neném            | Chapecoense      |                  |
| 1º               | Marquinhos       | Avaí             |                  |
| 2º               | Marcelo Costa    | Joinville        |                  |
| 2º               | Ivo              | Criciúma         |                  |
| 3º               | Diego Felipe     | Chapecoense      |                  |
| 3º               | Artur            | Joinville        |                  |

| Tecnico  | Tecnico          | Tecnico       | Tecnico |
| Pos.     | Treinador        | Clube         |         |
| -------- | ---------------- | ------------- | ------- |
| 1º       | Vadão            | Criciúma      |         |
| 2º       | Gilmar Dal Pozzo | Chapecoense   |         |
| 3º       | Adilson Batista  | Figueirense   |         |
| Atacante |                  |               |         |
| Pos.     | Jogador          | Clube         |         |
| 1º       | Rafael Costa     | Metropolitano |         |
| 1º       | Lins             | Criciúma      |         |
| 2º       | Rodrigo Gral     | Chapecoense   |         |
| 2º       | Jean Carlos      | At. - Ibirama |         |
| 3º       | Reis             | Avaí          |         |
| 3º       | Fabinho Alves    | Chapecoense   |         |

| Craque do Campeonato | Craque do Campeonato | Craque do Campeonato | Craque do Campeonato |
| Pos.                 | Jogador              | Clube                |                      |
| -------------------- | -------------------- | -------------------- | -------------------- |
| 1º                   | Marquinhos           | Avaí                 |                      |
| 2º                   | Lins                 | Criciúma             |                      |
| 3º                   | Rafael Costa         | Metropolitano        |                      |
| Jovem Revelação      |                      |                      |                      |
| Pos.                 | Jogador              | Clube                |                      |
| 1º                   | Bruno                | Criciúma             |                      |
| 2º                   | Andrei               | Metropolitano        |                      |
| 3º                   | Alemão               | At. - Ibirama        |                      |

## Premiação 2014[1]
| Goleiro  | Goleiro       | Goleiro       | Goleiro |
| Pos.     | Jogador       | Clube         |         |
| -------- | ------------- | ------------- | ------- |
| 1º       | Rodolpho      | Marcílio Dias |         |
| 2º       | Tiago Volpi   | Figueirense   |         |
| 3º       | Ivã           | Joinville     |         |
| Zagueiro |               |               |         |
| Pos.     | Jogador       | Clube         |         |
| 1º       | Nirley        | Figueirense   |         |
| 1º       | Rafael        | Joinville     |         |
| 2º       | Élton         | Metropolitano |         |
| 2º       | Thiago Heleno | Figueirense   |         |
| 3º       | Bruno Costa   | Joinville     |         |
| 3º       | Ronaldo Alves | Criciúma      |         |

| Lateral Direito | Lateral Direito | Lateral Direito | Lateral Direito |
| Pos.            | Jogador         | Clube           |                 |
| --------------- | --------------- | --------------- | --------------- |
| 1º              | Alessandro      | Metropolitano   |                 |
| 2º              | Bocão           | Avaí            |                 |
| 3º              | Fabiano         | Chapecoense     |                 |
| Volante         |                 |                 |                 |
| Pos.            | Jogador         | Clube           |                 |
| 1º              | Marcos Assunção | Figueirense     |                 |
| 1º              | Naldo           | Joinville       |                 |
| 2º              | Serginho        | Criciúma        |                 |
| 2º              | Éverton César   | Metropolitano   |                 |
| 3º              | Eduardo Costa   | Avaí            |                 |
| 3º              | Eurico          | Brusque         |                 |

| Lateral Esquerdo | Lateral Esquerdo   | Lateral Esquerdo | Lateral Esquerdo |
| Pos.             | Jogador            | Clube            |                  |
| ---------------- | ------------------ | ---------------- | ---------------- |
| 1º               | Wellington Saci    | Joinville        |                  |
| 2º               | Marquinhos Pedroso | Figueirense      |                  |
| 3º               | Márcio Careca      | Marcílio Dias    |                  |
| Meia             |                    |                  |                  |
| Pos.             | Jogador            | Clube            |                  |
| 1º               | Marcelo Costa      | Joinville        |                  |
| 1º               | Cléber Santana     | Avaí             |                  |
| 2º               | Paulo Baier        | Criciúma         |                  |
| 2º               | Régis              | Chapecoense      |                  |
| 3º               | Dudu               | Figueirense      |                  |
| 3º               | Serginho           | Brusque          |                  |

| Tecnico  | Tecnico           | Tecnico       | Tecnico |
| Pos.     | Treinador         | Clube         |         |
| -------- | ----------------- | ------------- | ------- |
| 1º       | Vinícius Eutrópio | Figueirense   |         |
| 2º       | Hemerson Maria    | Joinville     |         |
| 3º       | Pingo             | Avaí          |         |
| Atacante |                   |               |         |
| Pos.     | Jogador           | Clube         |         |
| 1º       | Everton Santos    | Figueirense   |         |
| 1º       | Jael              | Joinville     |         |
| 2º       | Edigar Junio      | Joinville     |         |
| 2º       | Schwenck          | Marcílio Dias |         |
| 3º       | Ricardo Bueno     | Figueirense   |         |
| 3º       | Jabá              | Juventus      |         |

| Craque do Campeonato | Craque do Campeonato | Craque do Campeonato | Craque do Campeonato |
| Pos.                 | Jogador              | Clube                |                      |
| -------------------- | -------------------- | -------------------- | -------------------- |
| 1º                   | Wellington Saci      | Joinville            |                      |
| 2º                   | Marcos Assunção      | Figueirense          |                      |
| 3º                   | Marcelo Costa        | Joinville            |                      |
| Jovem Revelação      |                      |                      |                      |
| Pos.                 | Jogador              | Clube                |                      |
| 1º                   | Marquinhos Pedroso   | Figueirense          |                      |
| 2º                   | Bocão                | Avaí                 |                      |
| 3º                   | Anderson Lopes       | Marcílio Dias        |                      |

## Premiação 2015[2]
| Goleiro  | Goleiro           | Goleiro        | Goleiro |
| Pos.     | Jogador           | Clube          |         |
| -------- | ----------------- | -------------- | ------- |
| 1º       | Fernando Henrique | Inter de Lages |         |
| 2º       | Alex Muralha      | Figueirense    |         |
| 3º       | Oliveira          | Joinville      |         |
| Zagueiro |                   |                |         |
| Pos.     | Jogador           | Clube          |         |
| 1º       | Marquinhos        | Figueirense    |         |
| 1º       | Thiago Heleno     | Figueirense    |         |
| 2º       | Bruno Aguiar      | Joinville      |         |
| 2º       | Rafael Lima       | Chapecoense    |         |
| 3º       | Vitor Hugo        | Inter de Lages |         |
| 3º       | Élton             | Metropolitano  |         |

| Lateral Direito | Lateral Direito  | Lateral Direito | Lateral Direito |
| Pos.            | Jogador          | Clube           |                 |
| --------------- | ---------------- | --------------- | --------------- |
| 1º              | Sueliton         | Joinville       |                 |
| 2º              | Apodi            | Chapecoense     |                 |
| 3º              | Leandro Silva    | Figueirense     |                 |
| Volante         |                  |                 |                 |
| Pos.            | Jogador          | Clube           |                 |
| 1º              | Paulo Roberto    | Figueirense     |                 |
| 1º              | Naldo            | Joinville       |                 |
| 2º              | França           | Figueirense     |                 |
| 2º              | Gil              | Chapecoense     |                 |
| 3º              | Michel Schmöller | Inter de Lages  |                 |
| 3º              | Wellington Saci  | Joinville       |                 |

| Lateral Esquerdo | Lateral Esquerdo   | Lateral Esquerdo | Lateral Esquerdo |
| Pos.             | Jogador            | Clube            |                  |
| ---------------- | ------------------ | ---------------- | ---------------- |
| 1º               | Rogério            | Joinville        |                  |
| 2º               | Marquinhos Pedroso | Figueirense      |                  |
| 3º               | Dener              | Chapecoense      |                  |
| Meia             |                    |                  |                  |
| Pos.             | Jogador            | Clube            |                  |
| 1º               | Marcelo Costa      | Joinville        |                  |
| 1º               | Marcelinho Paraíba | Inter de Lages   |                  |
| 2º               | Tiago Luís         | Joinville        |                  |
| 2º               | Hyoran             | Chapecoense      |                  |
| 3º               | Cleber Santana     | Criciúma         |                  |
| 3º               | Marquinhos Santos  | Avaí             |                  |

| Tecnico  | Tecnico         | Tecnico            | Tecnico |
| Pos.     | Treinador       | Clube              |         |
| -------- | --------------- | ------------------ | ------- |
| 1º       | Hemerson Maria  | Joinville          |         |
| 2º       | Argel Fucks     | Figueirense        |         |
| 3º       | Marcelo Mabília | Inter de Lages     |         |
| Atacante |                 |                    |         |
| Pos.     | Jogador         | Clube              |         |
| 1º       | Clayton         | Figueirense        |         |
| 1º       | Vitinho         | Guarani de Palhoça |         |
| 2º       | Trípodi         | Metropolitano      |         |
| 2º       | Roger           | Chapecoense        |         |
| 3º       | Mazola          | Figueirense        |         |
| 3º       | Thiago Santana  | Atlético - Ibirama |         |

| Craque do Campeonato | Craque do Campeonato | Craque do Campeonato | Craque do Campeonato |
| Pos.                 | Jogador              | Clube                |                      |
| -------------------- | -------------------- | -------------------- | -------------------- |
| 1º                   | Marcelinho Paraíba   | Inter de Lages       |                      |
| 2º                   | Naldo                | Joinville            |                      |
| 3º                   | Clayton              | Figueirense          |                      |
| Jovem Revelação      |                      |                      |                      |
| Pos.                 | Jogador              | Clube                |                      |
| 1º                   | Hyoran               | Chapecoense          |                      |
| 2º                   | Willian Popp         | Joinville            |                      |
| 3º                   | Barreto              | Criciúma             |                      |

## Premiação 2016[3]
| Goleiro  | Goleiro      | Goleiro     | Goleiro |
| Pos.     | Jogador      | Clube       |         |
| -------- | ------------ | ----------- | ------- |
| 1º       | Agenor       | Joinville   |         |
| 2º       | Danilo       | Chapecoense |         |
| 3º       | Luiz         | Criciúma    |         |
| Zagueiro |              |             |         |
| Pos.     | Jogador      | Clube       |         |
| 1º       | Bruno Aguiar | Joinville   |         |
| 1º       | Neto         | Chapecoense |         |
| 2º       | Thiego       | Chapecoense |         |
| 2º       | Rafael Silva | Criciúma    |         |
| 3º       | Bruno Alves  | Figueirense |         |
| 3º       | Gabriel      | Avaí        |         |

| Lateral Direito | Lateral Direito  | Lateral Direito | Lateral Direito |
| Pos.            | Jogador          | Clube           |                 |
| --------------- | ---------------- | --------------- | --------------- |
| 1º              | Ezequiel         | Criciúma        |                 |
| 2º              | Alemão           | Brusque         |                 |
| 3º              | Leandro Silva    | Figueirense     |                 |
| Volante         |                  |                 |                 |
| Pos.            | Jogador          | Clube           |                 |
| 1º              | Cléber Santana   | Chapecoense     |                 |
| 1º              | Anselmo          | Joinville       |                 |
| 2º              | Naldo            | Joinville       |                 |
| 2º              | Gil              | Chapecoense     |                 |
| 3º              | Michel Schmöller | Inter de Lages  |                 |
| 3º              | Douglas Moreira  | Criciúma        |                 |

| Lateral Esquerdo | Lateral Esquerdo | Lateral Esquerdo   | Lateral Esquerdo |
| Pos.             | Jogador          | Clube              |                  |
| ---------------- | ---------------- | ------------------ | ---------------- |
| 1º               | Dener            | Chapecoense        |                  |
| 2º               | Capa             | Guarani de Palhoça |                  |
| 3º               | Marlon           | Criciúma           |                  |
| Meia             |                  |                    |                  |
| Pos.             | Jogador          | Clube              |                  |
| 1º               | Alex Maranhão    | Guarani de Palhoça |                  |
| 1º               | Élvis            | Criciúma           |                  |
| 2º               | Assis            | Brusque            |                  |
| 2º               | Lucas Gomes      | Chapecoense        |                  |
| 3º               | Kadu             | Joinville          |                  |
| 3º               | Bady             | Figueirense        |                  |

| Tecnico  | Tecnico        | Tecnico        | Tecnico |
| Pos.     | Treinador      | Clube          |         |
| -------- | -------------- | -------------- | ------- |
| 1º       | Guto Ferreira  | Chapecoense    |         |
| 2º       | Hemerson Maria | Joinville      |         |
| 3º       | Roberto Cavalo | Criciúma       |         |
| Atacante |                |                |         |
| Pos.     | Jogador        | Clube          |         |
| 1º       | Bruno Rangel   | Chapecoense    |         |
| 1º       | Róger Guedes   | Criciúma       |         |
| 2º       | Maranhão       | Chapecoense    |         |
| 2º       | Isac           | Inter de Lages |         |
| 3º       | Gustavo        | Criciúma       |         |
| 3º       | Kempes         | Chapecoense    |         |

| Craque do Campeonato | Craque do Campeonato | Craque do Campeonato | Craque do Campeonato |
| Pos.                 | Jogador              | Clube                |                      |
| -------------------- | -------------------- | -------------------- | -------------------- |
| 1º                   | Cléber Santana       | Chapecoense          |                      |
| 2º                   | Anselmo              | Joinville            |                      |
| 3º                   | Élvis                | Criciúma             |                      |
| Jovem Revelação      |                      |                      |                      |
| Pos.                 | Jogador              | Clube                |                      |
| 1º                   | Róger Guedes         | Criciúma             |                      |
| 2º                   | Marlon               | Criciúma             |                      |
| 3º                   | Gabriel              | Avaí                 |                      |

## Premiação 2017[4]
| Goleiro  | Goleiro        | Goleiro     | Goleiro |
| Pos.     | Jogador        | Clube       |         |
| -------- | -------------- | ----------- | ------- |
| 1º       | Kozlinski      | Avaí        |         |
| 2º       | Artur Moraes   | Chapecoense |         |
| 3º       | Luiz           | Criciúma    |         |
| Zagueiro |                |             |         |
| Pos.     | Jogador        | Clube       |         |
| 1º       | Betão          | Avaí        |         |
| 1º       | Raphael Silva  | Criciúma    |         |
| 2º       | Alemão         | Avaí        |         |
| 2º       | Douglas Grolli | Chapecoense |         |
| 3º       | Bruno Alves    | Figueirense |         |
| 3º       | Nathan         | Chapecoense |         |

| Lateral Direito | Lateral Direito | Lateral Direito | Lateral Direito |
| Pos.            | Jogador         | Clube           |                 |
| --------------- | --------------- | --------------- | --------------- |
| 1º              | Leandro Silva   | Avaí            |                 |
| 2º              | Caique          | Joinville       |                 |
| 3º              | Dudu            | Figueirense     |                 |
| Volante         |                 |                 |                 |
| Pos.            | Jogador         | Clube           |                 |
| 1º              | Andrei Girotto  | Chapecoense     |                 |
| 1º              | Luiz Antônio    | Chapecoense     |                 |
| 2º              | Barreto         | Criciúma        |                 |
| 2º              | Judson          | Avaí            |                 |
| 3º              | Douglas Moreira | Criciúma        |                 |
| 3º              | Mineiro         | Brusque         |                 |

| Lateral Esquerdo | Lateral Esquerdo | Lateral Esquerdo  | Lateral Esquerdo |
| Pos.             | Jogador          | Clube             |                  |
| ---------------- | ---------------- | ----------------- | ---------------- |
| 1º               | Reinaldo         | Chapecoense       |                  |
| 2º               | Capa             | Avaí              |                  |
| 3º               | Marlon           | Criciúma          |                  |
| Meia             |                  |                   |                  |
| Pos.             | Jogador          | Clube             |                  |
| 1º               | Alex Maranhão    | Criciúma          |                  |
| 1º               | Enercino         | Inter de Lages    |                  |
| 2º               | Safira           | Almirante Barroso |                  |
| 2º               | Marquinhos       | Avaí              |                  |
| 3º               | Eliomar          | Brusque           |                  |
| 3º               | João Pedro       | Chapecoense       |                  |

| Tecnico  | Tecnico            | Tecnico     | Tecnico |
| Pos.     | Treinador          | Clube       |         |
| -------- | ------------------ | ----------- | ------- |
| 1º       | Vagner Mancini     | Chapecoense |         |
| 2º       | Claudinei Oliveira | Avaí        |         |
| 3º       | Pingo              | Brusque     |         |
| Atacante |                    |             |         |
| Pos.     | Jogador            | Clube       |         |
| 1º       | Jonatas Belusso    | Brusque     |         |
| 1º       | Rossi              | Chapecoense |         |
| 2º       | Denilson           | Avaí        |         |
| 2º       | Rentería           | Tubarão     |         |
| 3º       | Junior Dutra       | Avaí        |         |
| 3º       | Rafael Ratão       | Tubarão     |         |

| Craque do Campeonato | Craque do Campeonato | Craque do Campeonato | Craque do Campeonato |
| Pos.                 | Jogador              | Clube                |                      |
| -------------------- | -------------------- | -------------------- | -------------------- |
| 1º                   | Jonatas Belusso      | Brusque              |                      |
| 2º                   | Reinaldo             | Chapecoense          |                      |
| 3º                   | Alex Maranhão        | Criciúma             |                      |
| Jovem Revelação      |                      |                      |                      |
| Pos.                 | Jogador              | Clube                |                      |
| 1º                   | Dudu                 | Figueirense          |                      |
| 2º                   | Rafael Ratão         | Tubarão              |                      |
| 3º                   | Roberto              | Joinville            |                      |

## Premiação 2018[5]
| Goleiro  | Goleiro          | Goleiro     | Goleiro |
| Pos.     | Jogador          | Clube       |         |
| -------- | ---------------- | ----------- | ------- |
| 1º       | Jandrei          | Chapecoense |         |
| 2º       | Denis            | Figueirense |         |
| 3º       | Luiz             | Criciúma    |         |
| Zagueiro |                  |             |         |
| Pos.     | Jogador          | Clube       |         |
| 1º       | Alemão           | Avaí        |         |
| 1º       | Rafael Thyere    | Chapecoense |         |
| 2º       | Betão            | Avaí        |         |
| 2º       | Douglas da Silva | Brusque     |         |
| 3º       | Nery Bareiro     | Chapecoense |         |
| 3º       | Sandro           | Criciúma    |         |

| Lateral Direito | Lateral Direito | Lateral Direito | Lateral Direito |
| Pos.            | Jogador         | Clube           |                 |
| --------------- | --------------- | --------------- | --------------- |
| 1º              | Apodi           | Chapecoense     |                 |
| 2º              | Guga            | Avaí            |                 |
| 3º              | Marcos Vinicius | Tubarão         |                 |
| Volante         |                 |                 |                 |
| Pos.            | Jogador         | Clube           |                 |
| 1º              | Douglas Moreira | Chapecoense     |                 |
| 1º              | Zé Antônio      | Figueirense     |                 |
| 2º              | Amaral          | Chapecoense     |                 |
| 2º              | Gelson          | Concórdia       |                 |
| 3º              | Betinho         | Figueirense     |                 |
| 3º              | Eduardo Person  | Joinville       |                 |

| Lateral Esquerdo | Lateral Esquerdo  | Lateral Esquerdo | Lateral Esquerdo |
| Pos.             | Jogador           | Clube            |                  |
| ---------------- | ----------------- | ---------------- | ---------------- |
| 1º               | Bruno Pacheco     | Chapecoense      |                  |
| 2º               | Alex Ruan         | Joinville        |                  |
| 3º               | João Paulo        | Avaí             |                  |
| Meia             |                   |                  |                  |
| Pos.             | Jogador           | Clube            |                  |
| 1º               | Daniel Costa      | Tubarão          |                  |
| 1º               | Jorge Henrique    | Figueirense      |                  |
| 2º               | Gustavo Ferrareis | Figueirense      |                  |
| 2º               | Jean Lucas        | Internacional    |                  |
| 3º               | Héctor Canteros   | Chapecoense      |                  |
| 3º               | Élvis             | Criciúma         |                  |

| Tecnico  | Tecnico             | Tecnico      | Tecnico |
| Pos.     | Treinador           | Clube        |         |
| -------- | ------------------- | ------------ | ------- |
| 1º       | Milton Cruz         | Figueirense  |         |
| 2º       | Gilson Kleina       | Chapecoense  |         |
| 3º       | Waguinho Dias       | Tubarão      |         |
| Atacante |                     |              |         |
| Pos.     | Jogador             | Clube        |         |
| 1º       | André Luis          | Figueirense  |         |
| 1º       | Rafael Grampola     | Joinville    |         |
| 2º       | Lima                | Hercílio Luz |         |
| 2º       | Wellington Paulista | Chapecoense  |         |
| 3º       | Guilherme           | Chapecoense  |         |
| 3º       | Madson              | Joinville    |         |

| Craque do Campeonato | Craque do Campeonato | Craque do Campeonato | Craque do Campeonato |
| Pos.                 | Jogador              | Clube                |                      |
| -------------------- | -------------------- | -------------------- | -------------------- |
| 1º                   | Jorge Henrique       | Figueirense          |                      |
| 2º                   | Rafael Grampola      | Joinville            |                      |
| 3º                   | Daniel Costa         | Tubarão              |                      |
| Jovem Revelação      |                      |                      |                      |
| Pos.                 | Jogador              | Clube                |                      |
| 1º                   | Guga                 | Avaí                 |                      |
| 2º                   | Madson               | Joinville            |                      |
| 3º                   | Jean Lucas           | Internacional        |                      |

## Premiação por clubes
| Clubes              | 1º | 2º | 3º | Total |
| ------------------- | -- | -- | -- | ----- |
| Figueirense         | 31 | 17 | 22 | 70    |
| Avaí                | 25 | 22 | 18 | 65    |
| Criciúma            | 20 | 21 | 14 | 55    |
| Chapecoense         | 18 | 27 | 16 | 61    |
| Joinville           | 18 | 18 | 21 | 57    |
| Inter de Lages      | 4  | 0  | 3  | 7     |
| Metropolitano       | 3  | 12 | 8  | 23    |
| Brusque             | 2  | 2  | 8  | 12    |
| Atlético de Ibirama | 1  | 2  | 6  | 9     |
| Marcílio Dias       | 1  | 3  | 3  | 7     |
| Imbituba            | 1  | 0  | 3  | 4     |
| Guarani de Palhoça  | 1  | 0  | 0  | 1     |
| Tubarão             | 0  | 2  | 3  | 5     |
| Juventus de Jaraguá | 0  | 0  | 1  | 1     |